# Constantino Macroducas

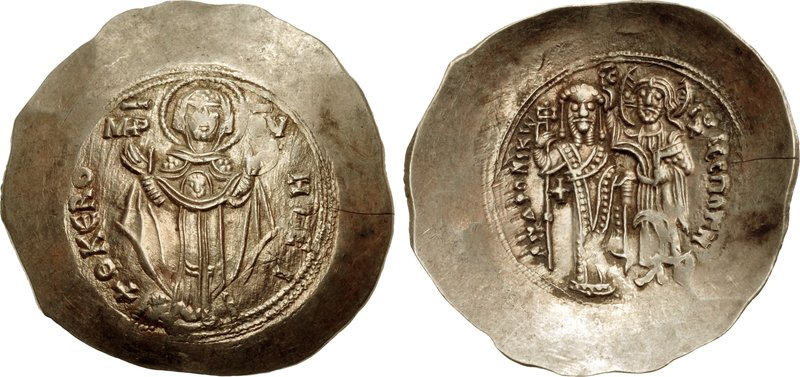
Áspro traqueia de r.

Constantino Ducas (em grego: Κωνσταντίνος Δούκας; romaniz.: Konstantínos Doúkas; m. 30 de maio de 1185) chamado Macroducas (em grego: Μακροδούκας; romaniz.: Makrodoúkas; lit. "Alto Ducas", provavelmente uma alcunha) por Nicetas Coniates, foi um nobre bizantino. Embora uma figura distinta no período Comneno tardio, é impossível estabelecer sua origem familiar ou seus laços familiares com a dinastia Ducas do século XI.
Macroducas é atestado pela primeira vez em documentos datando de 1166, onde já portava o alto título cortesão de pansebasto sebasto e é relacionado com a dinastia reinando pelo casamento com Ana Comnena, a filha do sebastocrator Isaac Comneno e sobrinha do imperador Manuel I Comneno (r. 1143–1180). Com ela teve ao menos uma filha, Zoé Ducena, que casou-se com João Ducas. Macroducas aparece novamente em 1170 e 1176, quando acompanhou Manuel I em suas campanhas contra os turcos seljúcidas.
Sob Andrônico I Comneno (r. 1183–1185), Macroducas inicialmente gozou do favor do imperador, e ascendeu ao posto de panipersebasto. Contudo, após a rebelião de Isaac Comneno, o sobrinho de Macroducas, que declarou-se imperador no Chipre, ele foi preso junto com outros parentes do rebelde, acusado de traição e condenado a morte em 30 de maio por apedrejamento. Após sobreviver ao apedrejamento, ele foi arrastado para Mangana, onde foi desmembrado.